# 克里姆林
克里姆林（羅馬化：kreml）是一種俄羅斯式的建築群，原指城市中心的堡垒。该词辞源至今仍有争议。一说源自于蒙古语，一说认为源自于希腊语，意为“城堡”或“峭壁”；另有说法为该词源出早期俄语词“克里姆”，指一种可作建材的针叶树。

## 代稱
目前通常所说的“克里姆林宫”指的是俄罗斯首都莫斯科中心的重要建筑群，也是苏联和俄罗斯政权的代称。

## 莫斯科克里姆林宫
莫斯科的克里姆林宫早在12世纪就已有记载，莫斯科奠基者尤里·多尔戈鲁基大公在弗拉基米尔公国边境的一个名为莫斯科的地方修筑泥木结构的克里姆林城堡，那便是现在我们所看到的克里姆林的雏形，随后克里姆林城堡及其周围逐渐形成若干商业、手工业和农业村落，于是便渐渐有了莫斯科城的雏形，所以通常认为莫斯科城即是由克里姆林擴建而成的，而随着莫斯科的发展，于1367年改建石牆，而如今我们所看到的克里姆林的模样，则是15世纪所最后修缮建造的。

## 其他城市的克里姆林

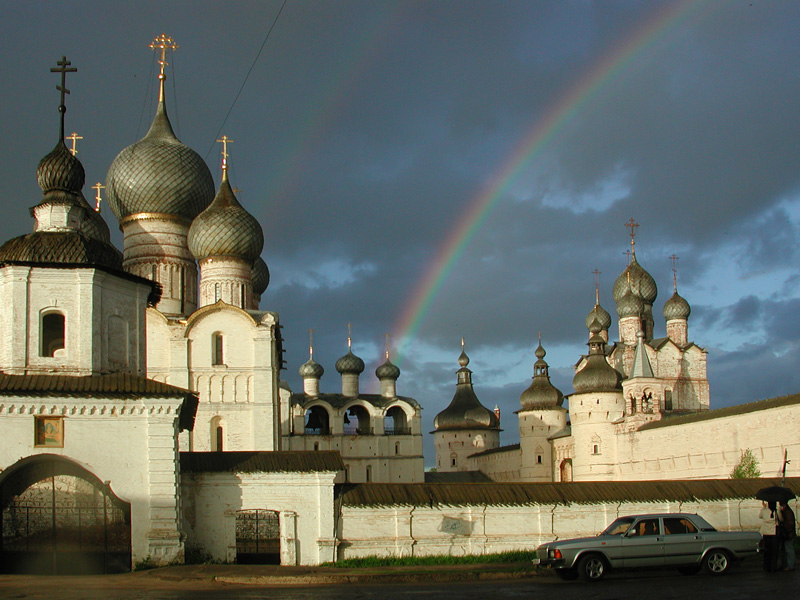
在罗斯托夫克里姆林内有一座大教堂；外側有一座修道院

- 諾夫哥羅德克里姆林（世界文化遗产）
- 喀山克里姆林宫（世界文化遗产）
- 斯摩棱斯克克里姆林
- 舒兹达尔克里姆林
- 阿斯特拉罕克里姆林
- 下诺夫哥罗德克里姆林
- 罗斯托夫克里姆林
- 托博爾斯克克里姆林
- 图拉克里姆林
- 普斯科夫克罗姆
- 科洛姆纳克里姆林
- 扎賴斯克克里姆林
- 亞歷山德羅夫克里姆林